# یواس‌اس گالوکاس (۱۸۶۳)
یواس‌اس گالوکاس (۱۸۶۳) (به انگلیسی: USS Glaucus (1863)) یک کشتی بود که طول آن ۲۰۹ فوت (۶۴ متر) بود. این کشتی در سال ۱۸۶۳ ساخته شد.